# Service public fédéral Économie

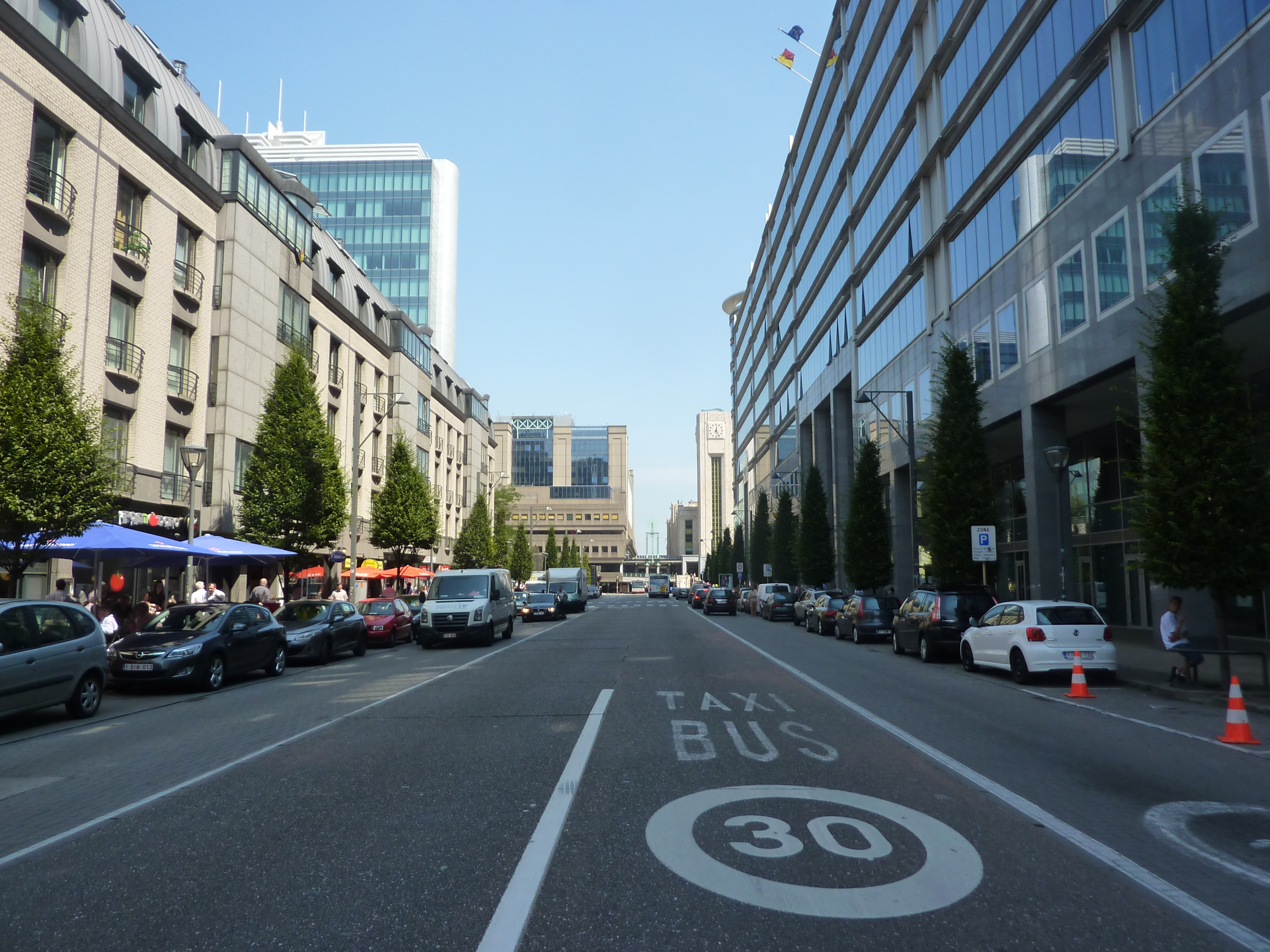
Bâtiment City Atrium du SPF Économie et du SPF Mobilité - Rue du Progrès

Le SPF Économie, PME, Classes moyennes et Énergie est le service public fédéral belge qui a pour mission de créer les conditions d’un fonctionnement compétitif, durable et équilibré du marché des biens et services en Belgique. Il a son siège à Bruxelles.

## Historique
Le ministère des Affaires économiques a été créé en 1934 lorsque le gouvernement belge lança les premières mesures économiques en vue du redressement économique et financier du pays.
Depuis lors, ce ministère a subi de profondes restructurations et de nombreuses phases de régionalisation de compétences. Actuellement, l’État fédéral conserve toutes les compétences économiques indispensables à la réalisation de l’Union économique et monétaire.
En 2002, dans le cadre du plan Copernic, il a été rebaptisé Service public fédéral Économie, P.M.E., Classes moyennes et Énergie.

## Mission
Au sein de l’administration fédérale, le SPF Économie est chargé de la régulation et de la coordination des politiques et de la gouvernance du marché intérieur, dans ses dimensions tant interne qu’externe.
Le SPF Économie assure la concertation et la coordination entre les différents niveaux de pouvoir belges (fédéral, régions) et entre les parties prenantes (consommateurs, entreprises, associations professionnelles, etc.) Il réglemente en vue d’équilibrer les rapports de force sur le marché et de stimuler la concurrence et l’innovation. Sa tâche de surveillance du marché va au-delà de la simple inspection, elle concerne également l’information délivrée aux acteurs du marché : la prévention, la responsabilisation (empowerment), le maintien de la réglementation et la médiation.

## Le SPF Économie : acteur de la construction européenne
En 2010, l’Union européenne a adopté une nouvelle stratégie en faveur de la croissance et de l’emploi pour les dix années à venir : la stratégie Europe 2020.
La mise en œuvre de la stratégie UE 2020 et son suivi s’inscrivent dans le cadre du semestre européen, cycle annuel de coordination des politiques économiques et budgétaires des États membres de l’Union européenne. À cette occasion, le SPF Économie joue un rôle actif dans l’élaboration du plan national de réforme (PNR), qui reprend les mesures structurelles prises, en réponse aux recommandations formulées par la Commission européenne.

## Structure du SPF Économie
Les directions générales du SPF Économie assument des missions d’aide à la décision et à la gestion dans différents domaines :
- Énergie : approvisionnement énergétique de la Belgique.
- Réglementation économique : cadre légal et réglementaire y compris en matière de société de l’information.
- Analyses économiques et Économie internationale : connaissance du marché, des secteurs économiques et défense de leurs intérêts aux niveaux européen et international.
- Politique des P.M.E. : cadre réglementaire adapté aux PME et aux indépendants et analyse de leur situation socio-économique spécifique.
- Qualité et Sécurité : contrôle, certification et normalisation des produits, services et installations.
- Inspection économique : respect de la législation économique et résolution alternative de conflits.
- Statistique – Statistics Belgium : collecte, traitement et diffusion des données statistiques et informations économiques.

Commissions et conseils :
- Conseil de la Consommation
- Conseil de la Propriété intellectuelle

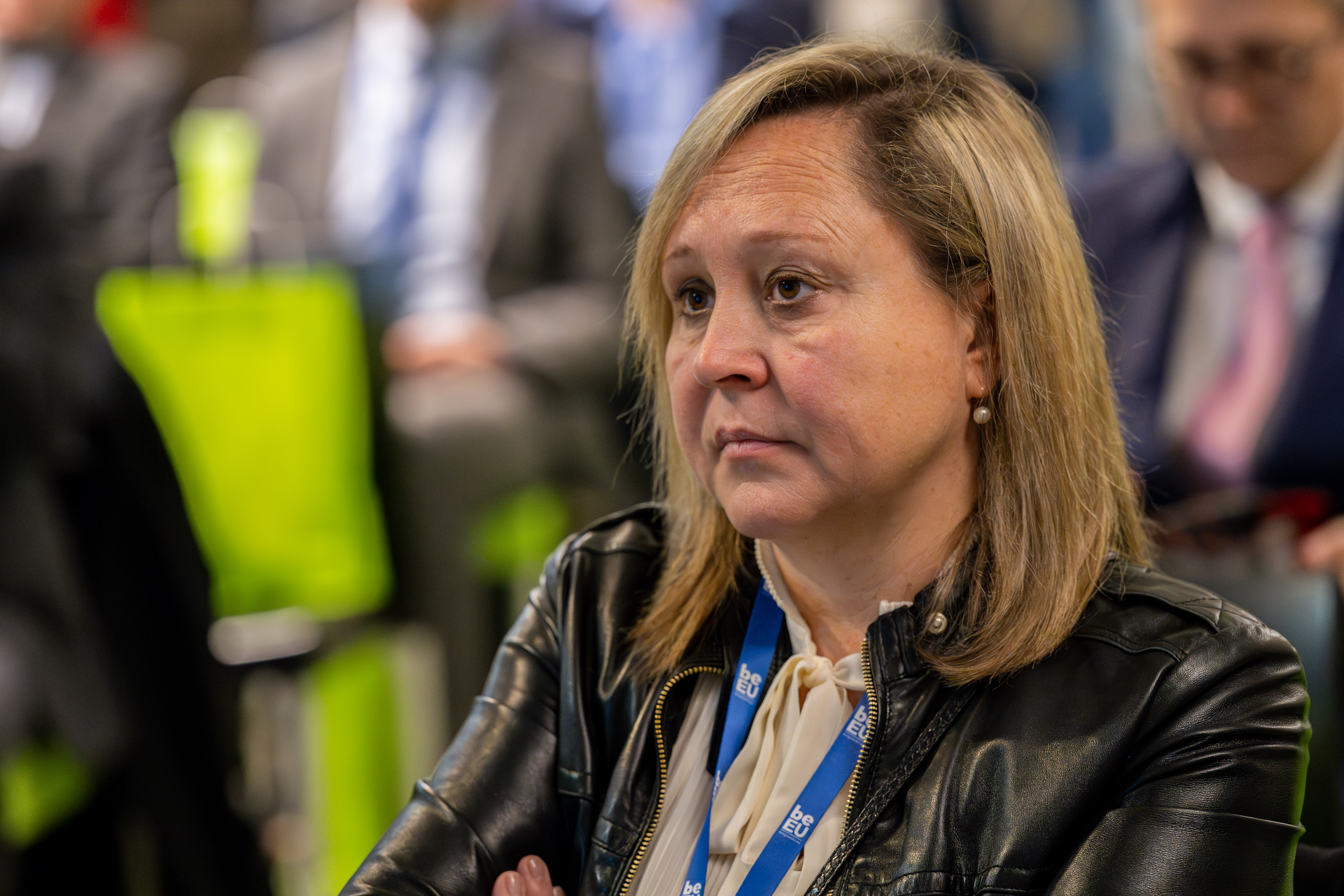
Séverine Waterbley, présidente du Comité de direction

- Commission des clauses abusives

## Code de droit économique
Le SPF Économie a élaboré un cadre légal intégré réorganisant la législation économique dans un code regroupant et modernisant les lois relevant du droit économique afin de constituer un instrument de politique économique (fonctionnement efficient du marché, transparence de la réglementation, sécurité et stabilité juridique, réglementation uniforme, souple et claire, suppression des contradictions causées par le morcellement des lois dans le domaine économique).